# وان زاواوی
وان زاواوی (انگلیسی: Wan Zawawi; ۱۱ آوریل ۱۹۴۹ – ۱۷ نوامبر ۲۰۱۷) بازیکن فوتبال اهل مالزی بود.
این بازیکن به‌همراه تیم ملی فوتبال مالزی در بازی‌های المپیک تابستانی ۱۹۷۲ شرکت کرده‌است.